# Angela Bogea
Angela Bogea (n. 18 iulie 1955), (Coțofănești ), este un fost deputat român în legislatura 2000-2004, ales în județul Bacău pe listele partidului PRM. Angela Bogea a demisionat pe data de 9 iulie 2004 și a fost înlocuită de deputata Melania Vâlva.

## Legături externe
- Angela Bogea[nefuncțională – arhivă]
 la cdep.ro

1. ↑  Wayback Machine (PDF), cnsas.ro